# رائول گونسالس (بازیکن هندبال)
رائول گونسالس (اسپانیایی: Raúl González‎؛ زادهٔ ۸ ژانویهٔ ۱۹۷۰) بازیکن هندبال اهل اسپانیا بود.
از باشگاه‌هایی که در آن بازی کرده‌است می‌توان به اشاره کرد.